# مدير مهام ويندوز
مدير مهام ويندوز (بالإنجليزية: Windows Task Manager) هو تطبيق لإدارة المهام مدمج في أنظمة التشغيل من عائلة مايكروسوفت من ويندوز إن تي 4.0 فصاعدا. يوفر البرنامج معلومات مفصلة حول أداء جهاز الكمبيوتر، التطبيقات المشغلة، العمليات التي يقوم بها المعالج، مقدار استخدام وحدة المعالجة المركزية، والذاكرة، نشاط الشبكة، المستخدمين المسجلين، وخدمات النظام. ويمكن استخدام إدارة المهام لتحديد أولوية العمليات، وإنهاء العمليات قسرا، وإيقاف التشغيل، إعادة تحميل النظام، السبات أو تسجيل الخروج من ويندوز. دمج مدير المهام لأول مرة في ويندوز مع نظام التشغيل ويندوز إن تي 4.0 وشملت الإصدارات السابقة من نظام التشغيل ويندوز إن تي تطبيق مدير مهام بميزات أقل بكثير من الإصدار اللاحق حيث كان مدير المهام قادر على تشغيل العمليات وقتلها، أو إنشاء عملية جديدة. في أكس بي فقط.